# Sorgenpuppe

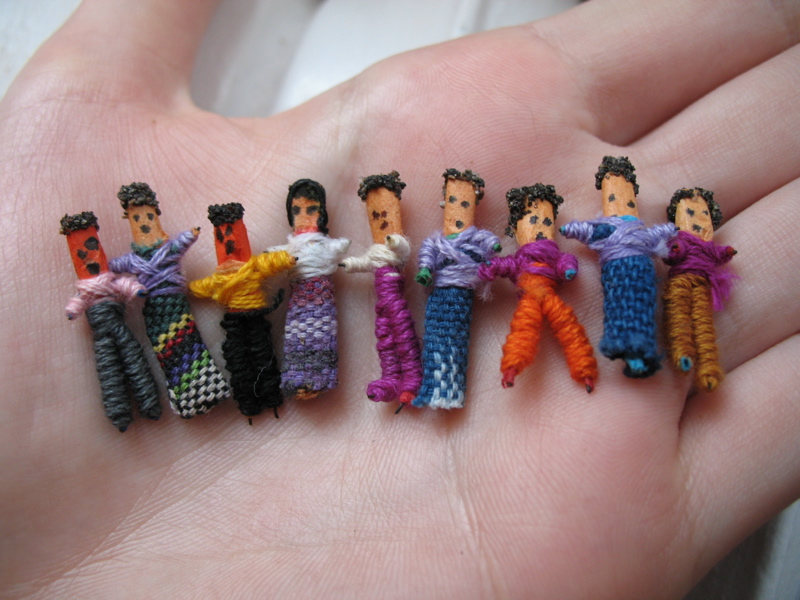
Handgefertigte Sorgenpüppchen

Als Sorgenpuppe oder auch Sorgenpüppchen werden kleine, handgefertigte Puppen bezeichnet, deren Tradition und Gebrauch aus Guatemala und Mexiko stammt. Dort werden die Püppchen auf Spanisch Muñeca quitapena genannt, die Wortbedeutung ist dieselbe.

## Beschreibung und Material
Sorgenpüppchen werden als Bastelarbeiten hergestellt. In Guatemala werden sie aus Draht, Wolle und Stoffresten gefertigt und in Maya-Tracht gekleidet. Die Größe der Puppen reicht dabei von 1 bis 5 cm. In westlichen Kulturen kommen meist Makulaturpapier, Klebeband, Papierreste und bunte Wolle zum Einsatz. Hier können die Puppen auch größer ausfallen.

## Funktion
Die Tradition zur Verwendung von Sorgenpüppchen stammt aus Mittelamerika. Einer Legende zufolge geht die Muñeca quitapena auf eine Prinzessin namens Ixmucane zurück, welche vom Sonnengott die Gabe erhielt, alle Probleme der Menschen zu lösen.
Sowohl in der Tradition als auch in der Moderne werden Sorgenpüppchen an ernste und/oder besorgte Kinder verschenkt (oder ausgeliehen). Diese erzählen ihrer Puppe alle Sorgen, Ängste und Kümmernisse und verstecken die Puppe unter ihren Kopfkissen, um dann eine Nacht darüber zu schlafen. Am nächsten Morgen sollen alle Sorgen und düsteren Gedanken verschwunden sein.
In der modernen Pädiatrie und Kinderpsychiatrie spielen Sorgenpüppchen eine wichtige Rolle. In psychologischen Gesprächen mit Kindern werden Sorgenpuppen eingesetzt, um dem Kind einen imaginären, aber vertrauenswürdigen „Ansprechpartner“, „Zuhörer“ und „Tröster“ anzubieten. Dabei fungiert die Puppe als eine Art „Vermittler“ zwischen Kind und Therapeuten.